# Proclitus zonatus
Proclitus zonatus là một loài tò vò trong họ Ichneumonidae.